# レイシー (ワシントン州)
レイシー（Lacey）は、アメリカ合衆国ワシントン州サーストン郡の都市である。人口は5万3526人（2020年）。州都オリンピアの東に位置している。

## 地理・気候
北緯47度1分35秒、西経122度48分26秒に位置している。
アメリカ合衆国統計局によると、総面積42.7 km2 (16.5 mi2) である。このうち41.7 km2 (16.1 mi2) が陸地であり、1.0 km2 (0.4 mi2) が水地である。
- 山:
- 河川:
- その他:

## 人口
2000年国勢調査では、人口39,250人、16,459世帯、10,148家族が暮らしている。人口密度は755.9/km2 (2,557.8/mi2) である。318.6/km2 (825.1/mi2) の平均的な密度に16,160軒の住宅が建っている。この都市の人種的な告ｬは白人75.19%、アフリカン・アメリカン5.77%、ネイティブ・アメリカン2.33%、アジア8.76%、太平洋諸島系%、その他の人種2.16%、混血4.72%である。この人口の5.90%はヒスパニックまたはラテン系である。
全世帯のうち、18歳未満の子供と同居している世帯が4.1%、夫婦のみの世帯が50.1%、未婚女性の世帯が11.4%であり、34.6%は家族を持たない。個人名義の世帯主が28.2%、そのうち65歳以上が11.0%である。世帯ごとの平均人数は2.47人、家族ごとの平均人数は3.02人である。
18歳未満の未成年が26.3%、18歳以上24歳以下が9.7%、25歳以上44歳以下が30.7%、45歳以上64歳以下が20.0%、65歳以上が13.3%、平均年齢は34歳である。女性100人に対して男性は91.5人である。18歳以上の女性100人に対して男性は87.3人である。
この都市の世帯ごとの平均的な収入は46,848 USドルであり、家族ごとの平均的な収入は54,923 USドルである。男性は41,053 USドルに対して女性は32,497 USドルの平均的な収入がある。この都市の一人当たりの収入 (per capita income) は20,224 USドルである。人口の7.1%及び家族の8.8%の収入は貧困線以下である。全人口のうち18歳未満の10.5%及び65歳以上の5.5%は貧困線以下の生活を送っている。